# Pseudocordylus microlepidotus
Pseudocordylus microlepidotus là một loài thằn lằn trong họ Cordylidae. Loài này được Cuvier mô tả khoa học đầu tiên năm 1829.